# Edlbach
Edlbach est une commune autrichienne du district de Kirchdorf an der Krems en Haute-Autriche.